# Flagge Kuwaits
Die Flagge Kuwaits wurde am 7. September 1961 offiziell angenommen und das erste Mal am 24. November offiziell gesetzt.

## Aufbau und Bedeutung

Konstruktionsvorlage der Nationalflagge

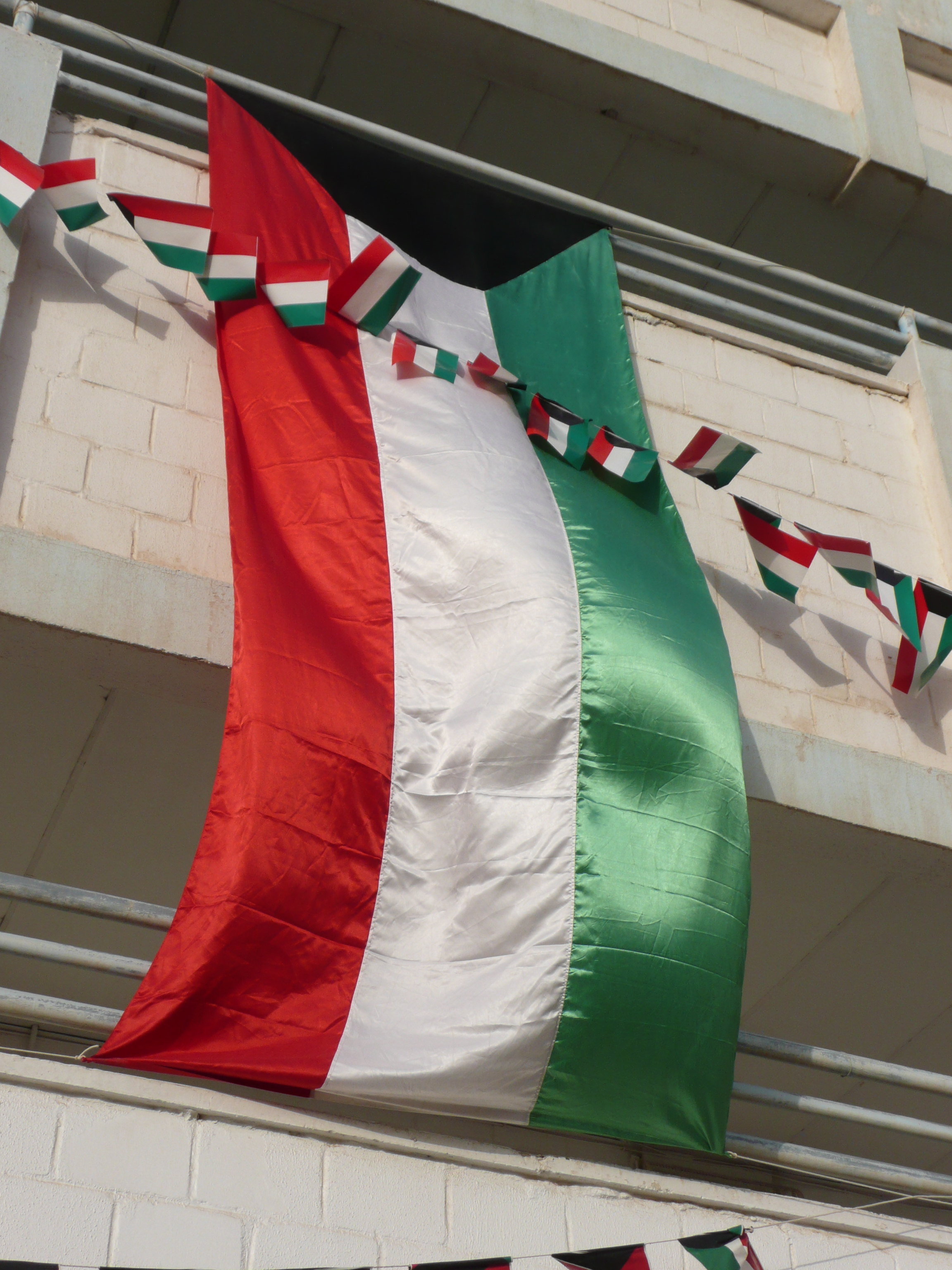
Mit Flaggen geschmückte Schule am Nationalfeiertag

Nach der Unabhängigkeit Kuwaits 1961 wurden für die Nationalflagge die panarabischen Farben gewählt. Damit dokumentierte der Staat Kuwait seine Solidarität mit den arabischen Bruderländern. Die Anordnung Streifen mit Trapez ist der Flagge des irakischen Königreiches entlehnt. Die Farben haben im Falle Kuwaits folgende Bedeutung:
- Schwarz soll für die Niederlage der Feinde auf dem Schlachtfeld stehen und ist Sinnbild für den Staub, den kuwaitische Reiter im Sand der Wüste aufwirbeln.
- Rot symbolisiert das Blut der Feinde
- Weiß steht für die Reinheit der Taten
- Grün repräsentiert die fruchtbaren Weiden

## Historische Flaggen
Die rote Farbe der alten Flaggen Kuwaits weist auf die charidschitsche Glaubensrichtung hin. Der arabische Schriftzug bedeutet „Kuwait“.

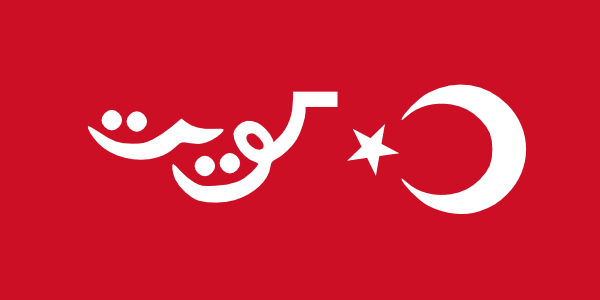
1899–1909
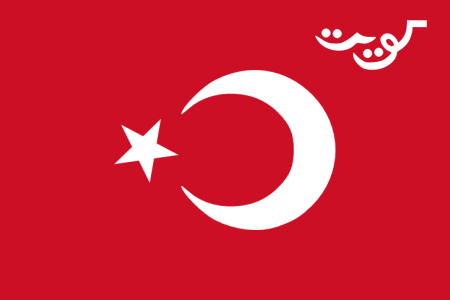
1909–1915
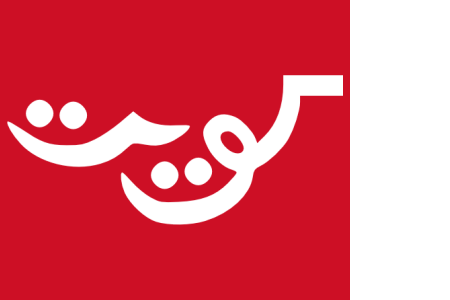
1915–1956
Flagge des Emirs 1956
1956–1961 (rechteckige Version mit zusätzlichem Schriftzug)
1956–1961 (dreieckige Version ohne zusätzlichem Schriftzug)